# Miss Intercontinental
Miss Intercontinental (česky doslovně Mezikontinentální slečna) je mezinárodní soutěž krásy. Soutěž byla založena v roce 1973 na ostrově Arubě. Soutěž pořádá společnost World Beauty Organization sídlící v Panamě.
Úřadující Miss Intercontinental je Daniela Chalbaud z Venezuely, která byla zvolena 23. listopadu 2012.

## Seznam vítězek

### Unidentified
| rok  | ročník | Vítězka               | země     | Datum konání | Místo konání   |
| ---- | ------ | --------------------- | -------- | ------------ | -------------- |
| 1971 | 1.     | Magnolia Martinez     | Peru     |              | neznámá vlajka |
| 1972 | 2.     | Jane Vieira Macambira | Brazílie |              | neznámá vlajka |

### Miss Intercontinental (Aruba)
| rok  | ročník | Vítězka                  | země       | Datum konání      | Místo konání |
| ---- | ------ | ------------------------ | ---------- | ----------------- | ------------ |
| 1973 | 3.     | Barbara Jean Sergi       | USA        | 9. září 1973      | Oranjestad   |
| 1974 | 4.     | Maria Emilia de los Rios | Venezuela  | 21. září 1974     | Oranjestad   |
| 1975 | 5.     | Shohreh Nikpour          | Írán       | 31. srpen 1975    | Oranjestad   |
| 1976 | 6.     | Ivania Navarro Yenic     | Nikaragua  | 7. srpen 1976     | Oranjestad   |
| 1977 | 7.     | Elizabeth Ann Jones      | Anglie     | 17. září 1977     | Oranjestad   |
| 1978 | 8.     | Elizabeth Anita Reddi    | Indie      | 30. říjen 1978    | Oranjestad   |
| 1979 | 9.     | Maryanne Shaugnessey     | USA        | 6. říjen 1979     | Oranjestad   |
| 1980 | 10.    | Elizabeth Gasiewicz      | Argentina  | 4. říjen 1980     | Punto Fijo   |
| 1981 | 11.    | Cristiane Lisita Passos  | Brazílie   | 24. říjen 1981    | Barranquilla |
| 1982 | 12.    | Jodee Joy Dominici       | USA        | 11. prosinec 1982 | Cartagena    |
| 1983 | 13.    | Brigitte Bergman         | Nizozemsko | 9. prosinec 1983  | Oranjestad   |

### Unidentified
| rok  | ročník | Vítězka          | země                   | Datum konání | Místo konání   |
| ---- | ------ | ---------------- | ---------------------- | ------------ | -------------- |
| 1984 | 14.    | Sumaya Heinsen   | Dominikánská republika |              | neznámá vlajka |
| 1985 | 15.    | see Miss Africa  | neznámá vlajka         |              | neznámá vlajka |
| 1986 | 16.    | Patricia Kuypers | Peru                   |              | neznámá vlajka |

### Miss Africa (Nigeria)
| rok  | ročník             | Vítězka                                                   | země                             | Datum konání       | Místo konání       |
| ---- | ------------------ | --------------------------------------------------------- | -------------------------------- | ------------------ | ------------------ |
| 1986 | 15.                | Elizabeth Robinson                                        | Portoriko                        |                    | neznámá vlajka     |
| 1987 | soutěž se nekonala | soutěž se nekonala                                        | soutěž se nekonala               | soutěž se nekonala | soutěž se nekonala |
| 1988 | 16.                | Joan Maynard                                              | Curaçao                          |                    | neznámá vlajka     |
| 1989 | 17.                | Bianca Onoh (odstoupila) Brenda Marte Lajara (náhradnice) | Nikaragua Dominikánská republika |                    | neznámá vlajka     |
| 1990 | 18.                | Sandra Foster                                             | Jamajka                          |                    | neznámá vlajka     |
| 1991 | 19.                | Carmen Linda Diaz                                         | Portoriko                        |                    | neznámá vlajka     |

### Miss Friendship (Německo)
| rok  | ročník | Vítězka        | země    | Datum konání | Místo konání |
| ---- | ------ | -------------- | ------- | ------------ | ------------ |
| 1991 | 20.    | Alyona Ivanova | Rusko   | 1991         | Bonn         |
| 1992 | 21.    | Susanne Petry  | Německo | 1992         | Eschweiler   |

### Miss Intercontinental
| rok  | ročník | Vítězka                           | země                      | Česká reprezentantka    | Datum konání      | Místo konání              |
| ---- | ------ | --------------------------------- | ------------------------- | ----------------------- | ----------------- | ------------------------- |
| 1993 | 22.    | Verona Feldbusch                  | Německo                   | neúčast                 | duben 1993        | Drážďany                  |
| 1994 | 23.    | Kimberly Anne Byers               | USA                       | neúčast                 | 15. duben 1994    | Düsseldorf                |
| 1995 | 24.    | Melissa Cortez                    | Americké Panenské ostrovy | neúčast                 | 20. duben 1995    | Drážďany                  |
| 1996 | 25.    | Timeri Baudry                     | Tahiti                    | Jana Festová            | 16. duben 1996    | Trevír                    |
| 1997 | 26.    | Lara Dutta                        | Indie                     | Kateřina Kocuová        | 7. duben 1997     | Freiburg im Breisgau      |
| 1998 | 27.    | Janaina Vizeu Berenhauser Borba   | Brazílie                  | neúčast                 | 23. duben 1998    | Bad Lausick               |
| 1999 | 28.    | Mine Erbaykent                    | Turecko                   | neúčast                 | 22. duben 1999    | Bochum                    |
| 2000 | 29.    | Sabrina Schepmann                 | Německo                   | Renáta Kureková         | 17. duben 2000    | Kaiserslautern            |
| 2001 | 30.    | Ligia Fernanda Petit Vargas       | Venezuela                 | Renata Janečková        | 21. červen 2001   | Coburg                    |
| 2002 | 31.    | Rychacviana Coffie                | Caracas                   | neúčast                 | 8. červen 2002    | Fürth                     |
| 2003 | 32.    | Dominike Hourani                  | Libanon                   | Alena Reková            | 2. červen 2003    | Berlín                    |
| 2004 | 33.    | Deisy Catalina Valencia Deossa    | Kolumbie                  | Eva Konopáčová          | 24. červen 2004   | Huhhot, Vnitřní Mongolsko |
| 2005 | 34.    | Emmarys Pinto                     | Venezuela                 | Agáta Hanychová         | 30. červen 2005   | Chuang-šan                |
| 2006 | 35.    | Katarína Manová                   | Slovensko                 | Renáta Czadernová       | 15. říjen 2006    | Nassau                    |
| 2007 | 36.    | Nancy Aflouny                     | Libanon                   | Lilian Sarah Fischerová | 13. říjen 2007    | Mahé                      |
| 2008 | 37.    | Cristina Camargo                  | Kolumbie                  | Aneta Sychrová          | 24. říjen 2008    | Zabrze                    |
| 2009 | 38.    | Hannelys Quintero                 | Venezuela                 | Zina Šťovíčková         | 27. září 2009     | Minsk                     |
| 2010 | 39.    | Maydelise Columna                 | Portoriko                 | Viviane Dusilová        | 7. listopad 2010  | Punta Cana                |
| 2011 | 40.    | Jessica Hartman                   | USA                       | Aneta Vazačová          | 7. říjen 2011     | Alicante                  |
| 2012 | 41.    | Daniela Xanadú Chalbaud Maldonado | Venezuela                 | neúčast                 | 23. listopad 2012 | Aachen                    |
| 2013 | 42.    |                                   | neznámá vlajka            |                         |                   | neznámá vlajka            |

### Galerie vítězek

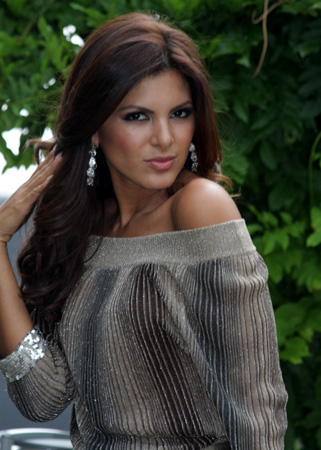
Miss Intercontinental 2009 Hannelly Quintero, Portoriko
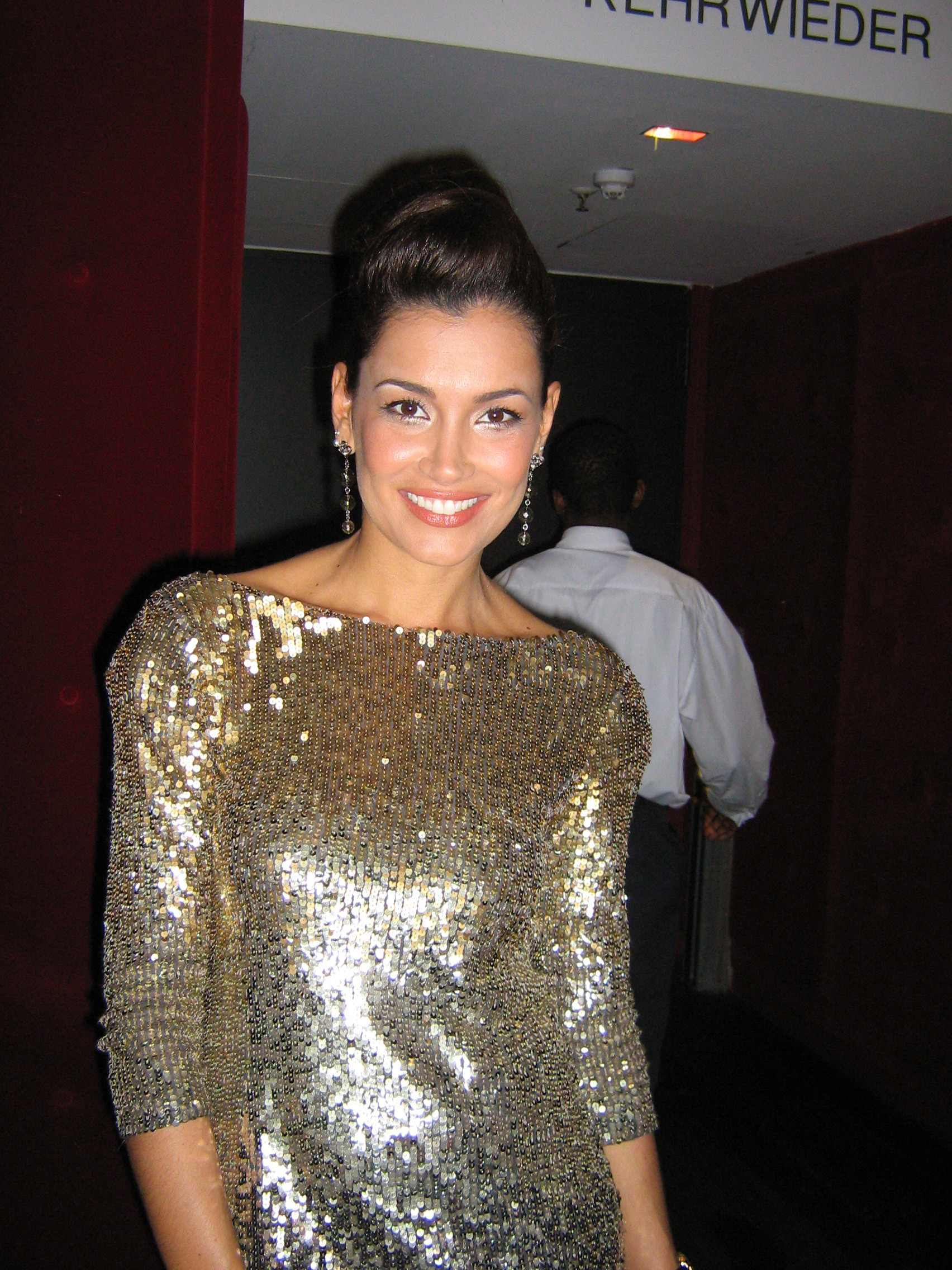
Miss Intercontinental 1998 Janaína Vizeu Berenhauser Borba, Brazílie

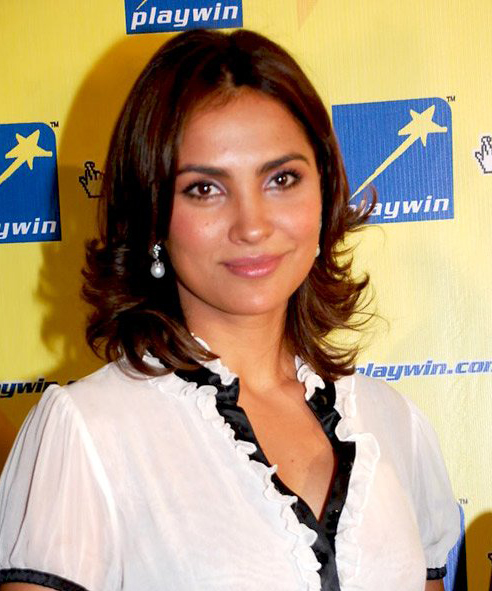
Miss Intercontinental 1997, Lara Dutta

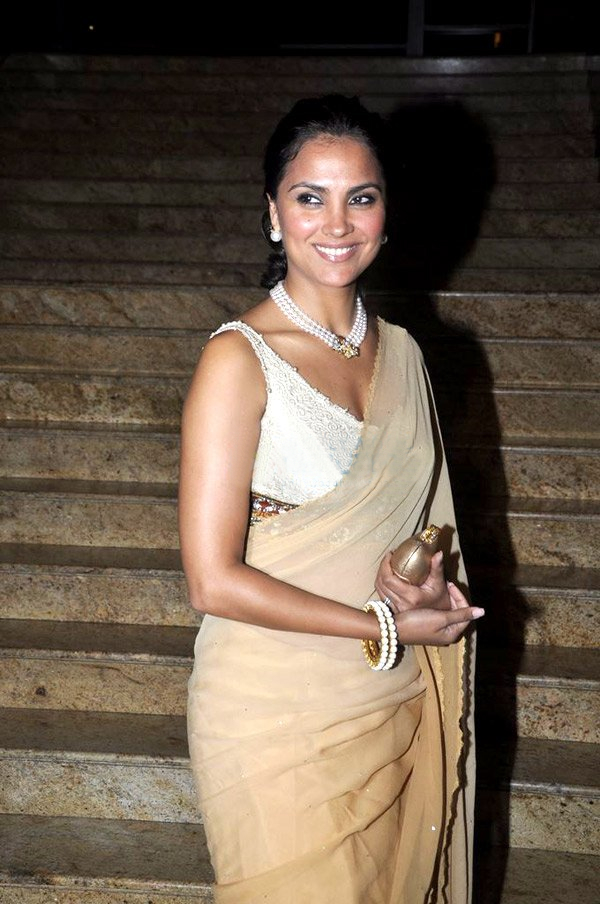
Miss Intercontinental 1997 Lara Dutta, Indie
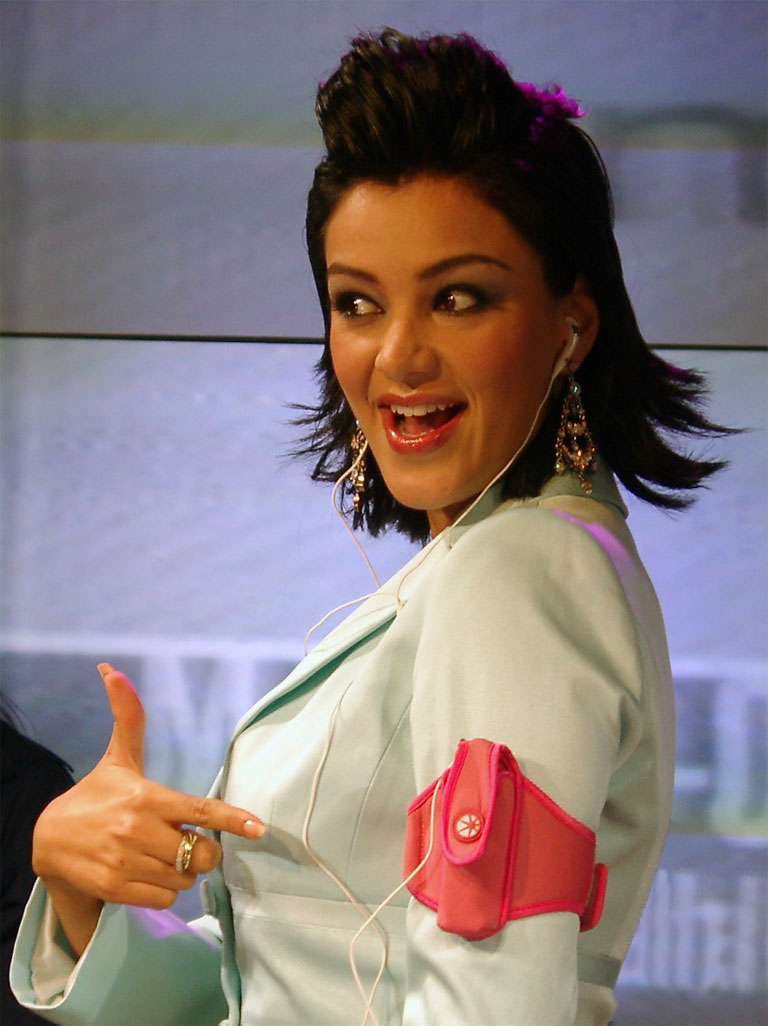
Miss Intercontinental 1993 Verona Feldbusch, Německo

## Úspěchy českých reprezentantek
| Finalistky                 | Finalistky              | Finalistky      | Finalistky |
| Ročník                     | Jméno a Příjmení        | Umístění        |            |
| -------------------------- | ----------------------- | --------------- | ---------- |
| Miss Intercontinental 2001 | Renata Janečková        | I. vicemiss     |            |
| Miss Intercontinental 2008 | Aneta Sychrová          | IV. vicemiss    |            |
|                            |                         |                 |            |
| Semifinalistky             |                         |                 |            |
| Ročník                     | Jméno a Příjmení        | Umístění        |            |
| Miss Intercontinental 2000 | Renáta Kureková         | TOP 12          |            |
| Miss Intercontinental 2007 | Lilian Sarah Fischerová | TOP 15          |            |
| Miss Intercontinental 2015 | Veronika Thielová       | TOP 15          |            |
| Miss Intercontinental 2016 | Natálie Myslíková       | TOP 15          |            |
| Miss Intercontinental 2017 | Sarah Karolyiová        | TOP 15          |            |
| Miss Intercontinental 2018 | Veronika Volkeová       | TOP 20          |            |
|                            |                         |                 |            |
| Speciální ocenění          |                         |                 |            |
| Ročník                     | Jméno a Příjmení        | Umístění        |            |
| Miss Intercontinental 2008 | Aneta Sychrová          | Best Body       |            |
| Miss Intercontinental 2015 | Veronika Thielová       | Miss Best Smile |            |